# Dave Roberts

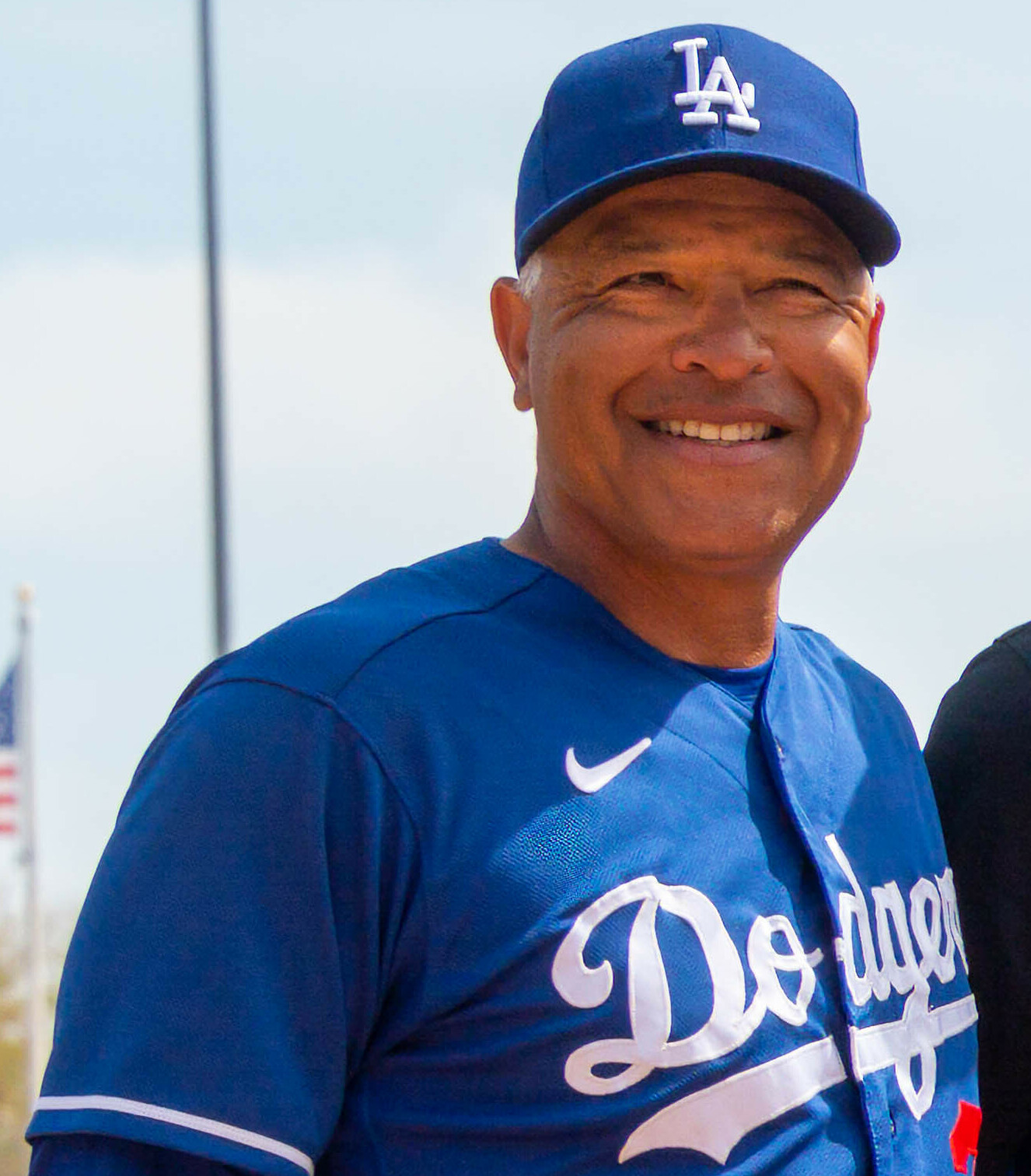
Roberts em 2023.

David Ray Roberts (nascido em 31 de maio de 1972), apelidado de "Doc", é um treinador profissional de beisebol e ex-outfielder nipo-americano, atualmente treinador do Los Angeles Dodgers da Major League Baseball (MLB). Ele jogou por cinco equipes da MLB ao longo de uma carreira de dez anos e, em seguida, foi técnico do San Diego Padres antes de ser nomeado treinador dos Dodgers em 2016. Embora tenha jogado pelo Boston Red Sox por apenas parte de uma temporada, sua conquista mais notável como jogador foi um roubo de base decisivo na American League Championship Series de 2004, que prolongou a pós-temporada dos Red Sox e culminou em um campeonato na World Series de 2004. Roberts rebatia e lançava com a mão esquerda.
Filho de mãe japonesa e pai afro-americano, Roberts se tornou o primeiro treinador de ascendência asiática a liderar uma equipe na World Series em 2017, quando os Dodgers conquistaram o título da Liga Nacional. Ele também levou os Dodgers à World Series em 2018, 2020 e 2024, vencendo no campeonato encurtado pela Covid em 2020 e novamente na temporada de 2024. Roberts é o primeiro treinador de ascendência asiática e o segundo treinador afro-americano a liderar uma equipe ao título da World Series.